# Clar d'Albi
|  | Aquest article tracta sobre el primer bisbe d'Albi (llegendari). Si cerqueu el bisbe d'Albi del s. VII, vegeu «Clar de Viena». |

Clar d'Albi o d'Aquitània (Nord d'Àfrica - Leitora, Gascunya, entre 95 i 420) fou el llegendari primer bisbe d'Albi i de Leitora. No hi ha cap prova històrica de la seva existència real i la seva història es basa exclusivament en llegendes. És venerat com a sant per l'Església catòlica.

## Llegenda

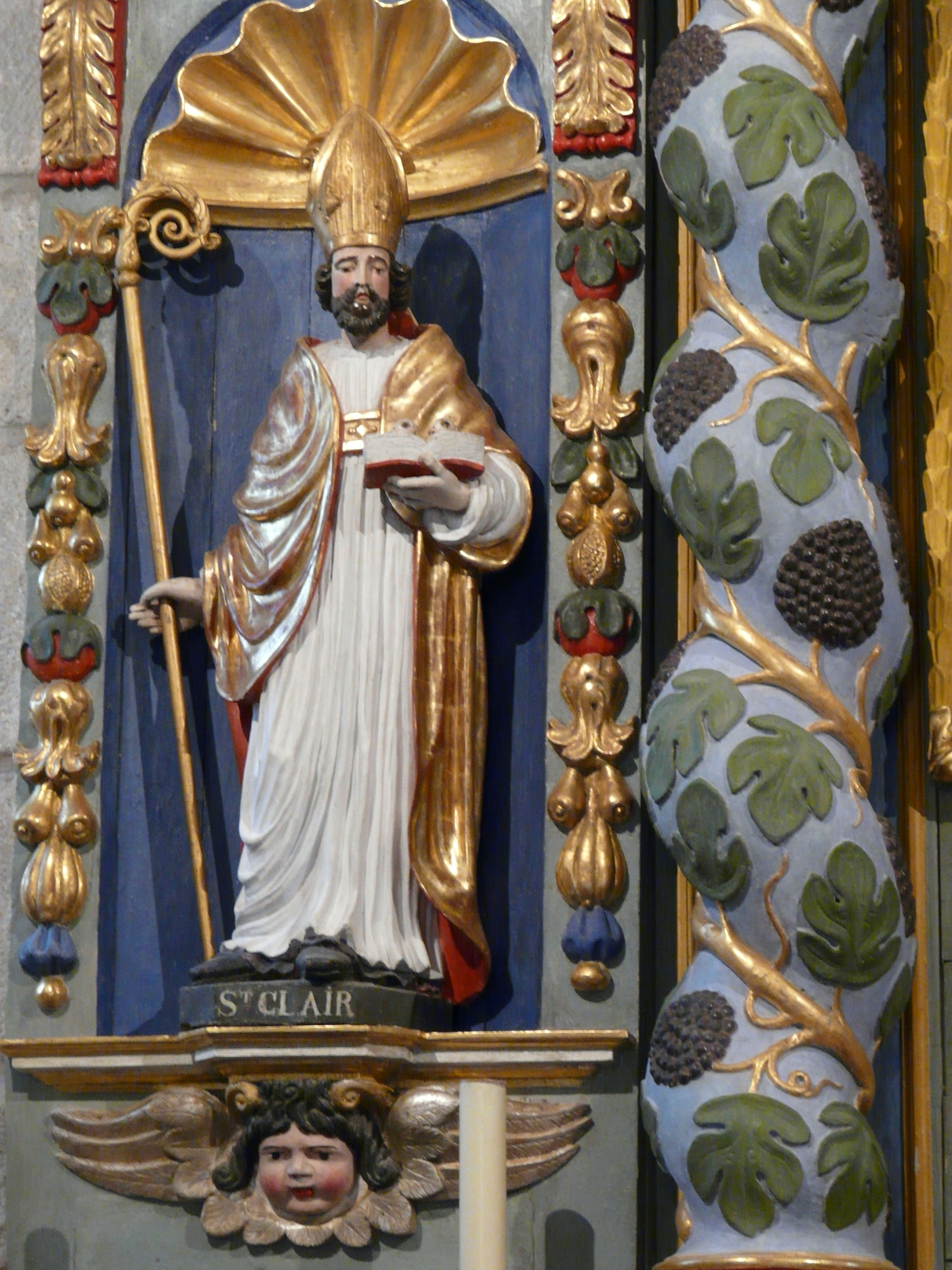
Estàtua de Sant Clar a Saint-Étienne-de-Chomeil (Cantal, França).

La tradició el fa natural del nord d'Àfrica, d'on hauria anat a Roma. Enviat a predicar a la Gàl·lia, va evangelitzar la regió del Tarn i s'establí a Albi, on fou bisbe. D'allí anà a la Gascunya i predicà a les Landes amb els sants Sever i Girond. Mentre predicava a Leitora (Gers, Gascunya) amb sant Babil, va refusar d'oferir sacrificis als déus pagans, per la qual cosa fou mort fora de les muralles, al lloc anomenat Saint-Clar, on s'erigí una creu commemorativa.
Les diverses tradicions assignen la seva vida a èpoques diferents, entre el 95 i el 420. En tot cas, la llegenda sembla que no correspon a un personatge real, i el bisbat d'Albi no començà a existir fins al segle v.

## Veneració
La seva memòria es commemora l'1 de juliol. Les suposades relíquies del sant van ésser custodiades al temple edificat al lloc del martiri. Cap al segle ix, per protegir-les dels invasors, van ésser dutes a Santa Eulàlia de Bordeus, on foren fins a l'octubre de 1858. Llavors foren novament portades a Leitora, a la catedral dels Sants Gervasi i Protasi, on són avui dia.